# Hexatoma (Eriocera) kaieturensis
Hexatoma (Eriocera) kaieturensis is een tweevleugelige uit de familie steltmuggen (Limoniidae). De soort komt voor in het Neotropisch gebied.